# To co było
To co było – pierwszy singel z drugiego albumu studyjnego Ani Rusowicz. Utwór pierwotnie miał być zatytułowany "Hitowy" ze względu na swoją melodyjność i chwytliwy refren.

## Notowania
| Lista                              | Pozycja |
| ---------------------------------- | ------- |
| Lista Przebojów Programu Trzeciego | 25      |
| Lista przebojów Radia PiK          | 1       |
| TOP-15 - Wietrzne Radio (Chicago)  | 3       |
| Lista przebojów z charakterem RDC  | 7       |
| Lista Przebojów Radia Łódź         | 17      |
| Lista Przebojów Radia Merkury      | 17      |
| Mniej Więcej Lista - Radio Zachód  | 31      |
| UWUEMKA                            | 35      |